# Mark Taylor
Mark Taylor é um produtor musical e compositor britânico vencedor do Prêmio Grammy. Tendo vendido mais de 50 milhões de registros, ele produziu e compôs para artistas como Cher, Enrique Iglesias, Britney Spears, Diana Ross, Rod Stewart, Tina Turner, Kylie Minogue, e Lady Gaga. Ele é, talvez, mais reconhecido por seu trabalho em 1998 no álbum da cantora Cher, Believe, que passou a vender mais de 20 milhões de cópias em todo o mundo; nas faixas "Hero" e "Bailamos", ambas do cantor Enrique Iglesias; "If You're Not the One" de Daniel Bedingfield; e "Broken Strings" de James Morrison e Nelly Furtado.